# 夢分析
夢分析（ゆめぶんせき　独: Traumdeutung）とは深層心理学において、無意識の働きを意識的に把握するための技法である。ジークムント・フロイトの創始した精神分析学における夢分析と、カール・グスタフ・ユングの分析心理学では、夢分析の意味も解釈の方法論もまったく異なっている。

## 概説

### 精神分析学派
精神分析学の理論では、夢の世界は無意識が意識に混入してくるため、意識の側から無意識を理解するのに適している。ジークムント・フロイトは、夢（独: Traum）とは抑圧されていた願望を幻覚的に充足することによって睡眠を保護する精神の機能であると考えた。
夢を思い出すためには自由連想を行い、夢を構成していた場面や要素をたどってゆく。そして前日の体験、本人の性格、生育歴などを考慮しながら浮かんできた夢を分析する。
夢分析において分析の対象になるのは無意識の内容（エス、欲求、願望、衝動）と夢の表現を歪める傾向（超自我、自我の防衛機制）のふたつである。
夢において願望は形をかえて現れることがある。たとえばペニスは蛇、剣、銃。ヴァギナは穴、窪み。母親は家などである。

### 分析心理学派
分析心理学（あるいはユング派）においては、夢は無意識、特に集合的無意識あるいは元型から意識に向けてのメッセージである。そして、そのメッセージをセラピストが抱え、必要に応じてクライエントと共有するなどして、メッセージをクライエントが受け取れるように行われる一連の作業のことを夢分析と呼ぶ。ちなみに、覚醒している状態での想像や空想、あるいは芸術的な表現なども夢と同じように無意識からのメッセージを含むと捉えられているが、夢分析こそがそれを理解するための最も重要であり中心となる方法であるとされる。
ユング派の夢分析は、一般のいわゆる“夢分析”のイメージと異なり、夢の意味を収束的に一つの解釈に導くのではない。夢に対して「拡充法」という技法を時に適用しつつ、対話などを通じて夢からもたらされるさまざまなイメージおよびその持つ意味などを膨らませ、意識と夢（ひいては無意識）とのつながりを再構築し深めてゆく、といった作業を行う。これは無意識からのメッセージと向き合うことによって自己実現に至るための方法であるとされている。

### 夢の科学
夢を、脳科学など、現代の科学から理解する試みがある。フロイトの「無意識」に対して、「非意識」という術語を導入する。夢に、精神障害分類を当てはめようとする。
日本で訳書が出ている著者として、アラン・ホブソンなどがいる。

## 関連書
- ジークムント・フロイト　『夢判断』新潮社　ISBN 4102038035
- ジークムント・フロイト　『夢と夢解釈 』　講談社　ISBN 978-4061594975
- カール・グスタフ・ユング　『夢分析』　人文書院　ISBN 440931033X
- 河合隼雄　『明恵 夢を生きる』　京都松柏社　ISBN 978-4831871633
- 川嵜克哲　『夢の分析－生成する<私>の根源』 講談社　ISBN 978-4062583190
- 角野善宏　『セラピストは夢をどうとらえるか―五人の夢分析家による同一事例の解釈』　誠信書房　ISBN 978-4414400397
- 原田広美『やさしさの夢療法ー夢のワークと心の癒し―』日本教文社　ISBN 4-531-06264-7